# Калина Богоева
Калина Богоева е българска примабалерина и балетен педагог. Признат авторитет в България и в чужбина в областта на методиката на класическия танц (Руска школа), както и в анализа и изучаването на балетния класически репертоар и балетна режисура.

## Образование
Към балета е насочена от учителката си по гимнастика. Учи първо в школата на Анастас Петров, после в новооснованото училище за балетно изкуство при Владимир Белий. От 1952 г. учи при Лили Берон. Дипломира се с първия випуск през 1954 г. Между 1956 и 1958 г. специализира като изпълнител и педагог в Московското хореографско училище при Елисавета Герт. През 1985 г. завършва балетна режисура при Олга Тарасова в ГИТИС.

## Роли
Дебютът на Богоева е на сцената на Народната опера през 1954 г. Първите ѝ роли са в спектаклите на Анастас Петров – Змеицата в „Змей и Яна“ (1958), Мирта и Жизел от „Жизел“ и Иполита в „Орфей и Родопа“ (1960).
От 1958 до 1988 г. е примабалерина. Изпълнява едни от най-паметните роли в класическия танц:
- Фея Люляк от „Спящата красавица“ (1959)[2][5][1]
- Одета-Одилия от „Лебедово езеро“ (1967)[1][2][5][6],
- Мирта[2][5][6] (1960)[1] и Жизел[2][6] от едноименния балет
- Китри от „Дон Кихот“ (1969)[1][2][5][6],
- Зарема от „Бахчисарайски фонтан“[2][5][6][1]
- Дяволицата от „Сътворението на света“[2]
- Господарката на Медната планина от „Каменното цвете“ (1965)[1][2][5][6]
- Мехмене Бану от Легенда за любовта (1971)[1][2][5][6],
- Папеса Йоанна от едноименния балет (1969)[1][2][5][6]
- Жар-птица от едноменния балет (1964)[1][2][5]
- Лисейон от „Дафнис и Хлоя“ (1964)[1][2][5]
- Медея (1964)[1]
- Яна от „Змей и Яна“[2][6],
- Струна от „Нестинарка“ (1968)[1][2][5][6],
- Мария от „Дъщерята на Калояна“ (1973)[1][2][5][6]
- Иполита от „Орфей и Родопа“[5]
- Фраскита от „Тривърхата шапка“ (1960)[1][5]
- Вида от „Легенда за езерото“[5]
- Калиопа от „Аполон Мусагет“[5]
- Ала от „Скитска сюита“[5]
- Егина от „Спартак“ (1977)[1][5]
- Диана от „Диана и Актеон“[5]
- Златото от „Светлината залива всичко“ (1967)[1]

## Постановки
Авторски:
- „Кръгът“ от Рахманинов,
- „Серенада за любовта“ от Дворжак,
- „Болеро“ от Равел,
- „Валс“ от Равел,
- „Дафнис и Хлоя“ от Равел,
- „Павана за една мъртва инфанта“ от Равел,
- „Снежанка и седемте джуджета“ от Г. Елкин,
- „Едип цар“ от Стравински,
- „Аполон Мусагет“ от Стравински,
- „Спящата красавица“ от Чайковски,
- „Лебедово езеро“ от Чайковски,
- танци в опери и над 70 балетни миниятюри.

Постановка и авторска редакция:
- „Жизел“ от Адам,
- „Сенките“ от „Баядерка“ на Минкус,
- „Пахита“ от Минкус,
- „Дон Кихот“ – Минкус,
- „Силфидите“ – Шопен,
- Гранд па де катр – Пуни.

## Кариера като ръководител
Преподавател и художествен ръководител на Държавното художествено училище (1974-1983); репетитор на Софийския балет (1970-1981), главен балетмайстор на балета при Варненската опера (1993-1999), директор на балет „Арабеск“ (от 1995 до 2002, създател и ръководител на специалностите балетна педагогика и балетна режисура при ДМА „Панчо Владигеров“, учредител и президент на Международна танцова академия „Варна“ (1992), автор на класически и съвременни балети. Води и участва в семинари във Варна, Гърция, Холандия, Люксембург, Кипър, Австралия и др.
Учредител на конкурс за млади български хореографи на името на Маргарита Арнаудова. От своето създаване конкурсът „Маргарита Арнаудова“ е утвърдил цяло поколение млади български хореографи, които днес са лицето на съвременната българска хореография – Боряна Сечанова, Мила Искренова, Антония Докева, Олеся Пантикина, Росен Михайлов, Галина Борисова, Петя Стойкова, Иво Димчев и др.

## Награди и признания
Носител на сребърен медал от Първия международен балетен конкурс във Варна през 1964 г., където се представя с откъси от „Жар-птица“ и „Дон Кихот“.
Член на международни журита във Варна, Осака и Париж.
- Лауреат на балетен международен конкурс – Варна (1971) – сребърен медал[5];
- народен артист[5];
- награда на Съюза на музикалните и танцовите дейци (2000)[5];
- награда на Министерството на културата (2001) – за развитие на българската култура[5];
- Златна лира от Съюза на музикалните и танцовите дейци (2001)[5];
- Награда „Анастас Петров“ от Съюза на музикалните и танцовите дейци (2002)[5];
- награда на министерството на културата (2005)[5];
- медал и грамота от НМА (2008)[5].
- академик (2011)[7]

## Публикации
- „Класическият танц“ (1985)[5][7]
- „Методическа програма за обучение в аматьорски школи и състави“[5][7]
- „Методика на движенията в класическия танцу“ (2008)[8][1][5][7]
- „Мигове живот“ (поезия)[9]